# آپیاکاس
آپیاکاس (به پرتغالی: Apiacás) یک منطقهٔ مسکونی در برزیل است که در ماتو گروسو واقع شده‌است. آپیاکاس ۲۰٬۳۶۴٫۲۰۴ کیلومتر مربع مساحت و ۱۰٬۲۸۳ نفر جمعیت دارد و ۲۰۰ متر بالاتر از سطح دریا واقع شده‌است.